# Cung điện Klauke ở Włocławek
Cung điện Klauke ở Włocławek (tiếng Ba Lan: Pałac Klaukego we Włocławku) là một tòa nhà chung cư lâu đời, tọa lạc tại Phố Kościuszki, Włocławek, Kujawsko-Pomorskie, Ba Lan. Đây là một tòa nhà hai tầng. Ở tầng một có một ban công với lan can được làm bằng kim loại. Mặt tiền cung điện được xây dựng bằng gạch (được để lộ một phần) cùng với nhiều chi tiết kiến trúc phong phú. Ngay cạnh lối vào tòa nhà có một Tấm bảng Tưởng niệm Tự do và Dân chủ.

## Lịch sử
Công trình kiến trúc này được xây dựng vào năm 1912. Ban đầu, nơi đây là một tòa nhà chung cư, sau đó là trụ sở của một nhà máy do các doanh nhân người Đức thành lập. Nhà máy hoạt động tại Phố Żelazna (nay là Kościuszki). Sau khi Chiến tranh thế giới thứ nhất kết thúc, chủ sở hữu khu bất động sản này đã bán chung cư, nhà máy và thương hiệu công ty cho Józef Grundland và Pinkus Paweł Izbicki. Khi Chiến tranh thế giới thứ hai nổ ra, công trình kiến trúc này đặt dưới sự quản lý của chính quyền Đức Quốc xã. Trong thời gian chiếm đóng Ba Lan, Đức quốc xã thành lập trụ sở Gestapo (Lực lượng tình báo) trong cung điện. Sau chiến tranh, vào năm 1948, nhà máy được quốc hữu hóa và hoạt động trở lại. Từ năm 2019, công trình kiến trúc này là trụ sở của các tổ chức phi chính phủ.